# Odir Rocha
Manoel Odir Rocha (Araguari, 12 de fevereiro de 1941 — Palmas, 4 de maio de 2022) foi um médico e político brasileiro. Foi prefeito de Colinas do Tocantins e de Palmas, além de ter exercido o mandato de deputado federal pelo Tocantins.